# 中央警察署 (北海道)
中央警察署（ちゅうおうけいさつしょ）は、北海道警察が管轄する札幌方面の警察署の一つ。北海道内の筆頭警察署。

## 沿革
- 1872年（明治5年）9月 - 邏卒（現在の巡査にあたる）20人を以って、創成通官舎に邏卒屯所として開設。
- 1877年（明治10年）3月20日 - 札幌警察署に昇格し、開署。
- 1948年（昭和23年）3月1日 - 警察法施行により、札幌警察署は国家地方警察札幌地区警察署と自治体警察として札幌市警察署・琴似町警察署・豊平町警察署・石狩町警察署・千歳町警察署に分割。
- 1949年（昭和24年）8月24日 - 札幌市警察局を設置し、札幌市警察署は札幌市中央警察署と札幌市北警察署（現在の札幌方面東警察署）の2署制となる。
- 1953年（昭和28年）1月 - 当別町警察署と琴似町警察署を札幌地区警察署に統合。石狩町警察署と千歳町警察署が廃止。石狩地区警察署と千歳地区警察署となる。
- 1954年（昭和29年）
  - 7月1日 - 新警察法施行により北海道警察が発足するが、組織体制が整わないため暫定措置で札幌市中央警察署と国家地方警察札幌地区警察署は北海道札幌方面札幌市中央警察署と北海道札幌方面札幌地区警察署となる
  - 8月31日 - 組織体制が整ったため北海道札幌方面札幌市中央警察署と北海道札幌方面札幌地区警察署を統合し、北海道札幌方面札幌中央警察署となる。
- 1955年（昭和30年）7月1日 - 警視正署長制となる。
- 1962年（昭和37年）8月1日 - 札幌方面札幌西警察署（現在の札幌方面西警察署）分離開署。
- 1969年（昭和44年）11月1日 - 札幌方面札幌東警察署（現在の札幌方面白石警察署）、札幌方面札幌南警察署（現在の札幌方面南警察署）分離開署。
- 1976年（昭和51年）12月1日 - 札幌市が政令指定都市へ移行したことに伴い、北海道札幌方面中央警察署に改称。
- 1998年（平成10年）9月26日 - 現庁舎完成。
- 2007年（平成19年）4月1日 - 薄野特別捜査隊を新設。

## 組織
- 署長（警視正）
- 副署長（警視）
- 警務官
  - 警務課（警務係、犯罪被害者支援係、相談係）
  - 留置管理課（管理係、看守係）
- 会計官
  - 会計課（会計係）
- 生活安全官
  - 生活安全第一課（生活安全係、少年係）
  - 生活安全第二課（生活経済係、保安係、許可係）
- 地域官
  - 地域課（企画係、指令係、実務指導係、地域係、自動車警ら係）
- 刑事官
  - 刑事第一課（強行犯係、鑑識係）
  - 刑事第二課（知能犯係）
  - 刑事第三課（指導係、盗犯係）
  - 組織犯罪対策課（組織犯罪対策係）
  - 薬物銃器対策課（薬物銃器対策係）
- 交通官
  - 交通第一課（企画係、規制係、指導係）
  - 交通第二課（捜査係）
- 警備官
  - 警備課（公安係、外事係、警備係）
- 薄野特別捜査隊 - 班長
  - 組織犯罪特捜係、保安特捜係、交通特捜係、外事特捜係

## 交番・警備派出所および所在地
（すべて札幌市中央区に所在）
- 大通交番（大通西1丁目）
- 北一条西交番（北1条西15丁目）
- 北一条東交番（北1条東7丁目）
- 札幌駅前交番（北5条西4丁目）
- 薄野交番（南4条西3丁目） - 交番所長は警視。交番内に薄野特別捜査隊現地本部設置。
- 桑園交番（北10条西15丁目1番地7）[2]
- 豊平橋交番（南5条東4丁目）
- 南三条交番（南3条西7丁目）
- 御幸交番（南3条西14丁目）
- 北三条警備派出所（北2条西12丁目） - 在札幌大韓民国総領事館の警備に当たる。

### 廃止
- 苗穂駅前交番 - 苗穂駅の移転に伴い2018年末をもって北一条東交番に統合。
- 桑園西交番（北4条西19丁目）[3]

## アクセス
- 北海道旅客鉄道（JR北海道）札幌駅南口から徒歩7分
- 札幌市営地下鉄大通駅5番出口から徒歩5分
- 北1条宮の沢通沿い

## 備考
- 現庁舎は1998年（平成10年）に新築した。1934年（昭和9年）に建設された旧庁舎の面影を残した建築物であり、「さっぽろ・ふるさと文化百選」に選定されている[4]。
- 運転免許試験課中央優良運転者免許更新センターが庁舎1階にある。
- 2010年から機能強化を図るため各課の統合を行い、課長に警視を充て、その下に警部の統括官を配置した。
- 2012年から各課の統括官を課長代理に改称した。
- 2013年から警視職のポストを再編し新たに警務官、会計官、地域官などの管理官級職を置き（警務官は警務課長を、地域官は地域課長をそれぞれ兼務し、会計官は警視相当の事務官が付く）各課を再編し課長ポストには警部を充てた。